# Bangaloides strandi
Bangaloides strandi – gatunek chrząszcza z rodziny kózkowatych i podrodziny zgrzypikowych. Jedyny przedstawiciel rodzaju Bangaloides.

## Zasięg występowania
Afryka Zachodnia i Środkowa, notowany w Nigerii, Kamerunie i Gabonie.